# Pinanga parvula
Pinanga parvula är en enhjärtbladig växtart som beskrevs av Henry Nicholas Ridley. Pinanga parvula ingår i släktet Pinanga och familjen Arecaceae.
Artens utbredningsområde är Sumatera. Inga underarter finns listade i Catalogue of Life.